# Nova Gymnasium

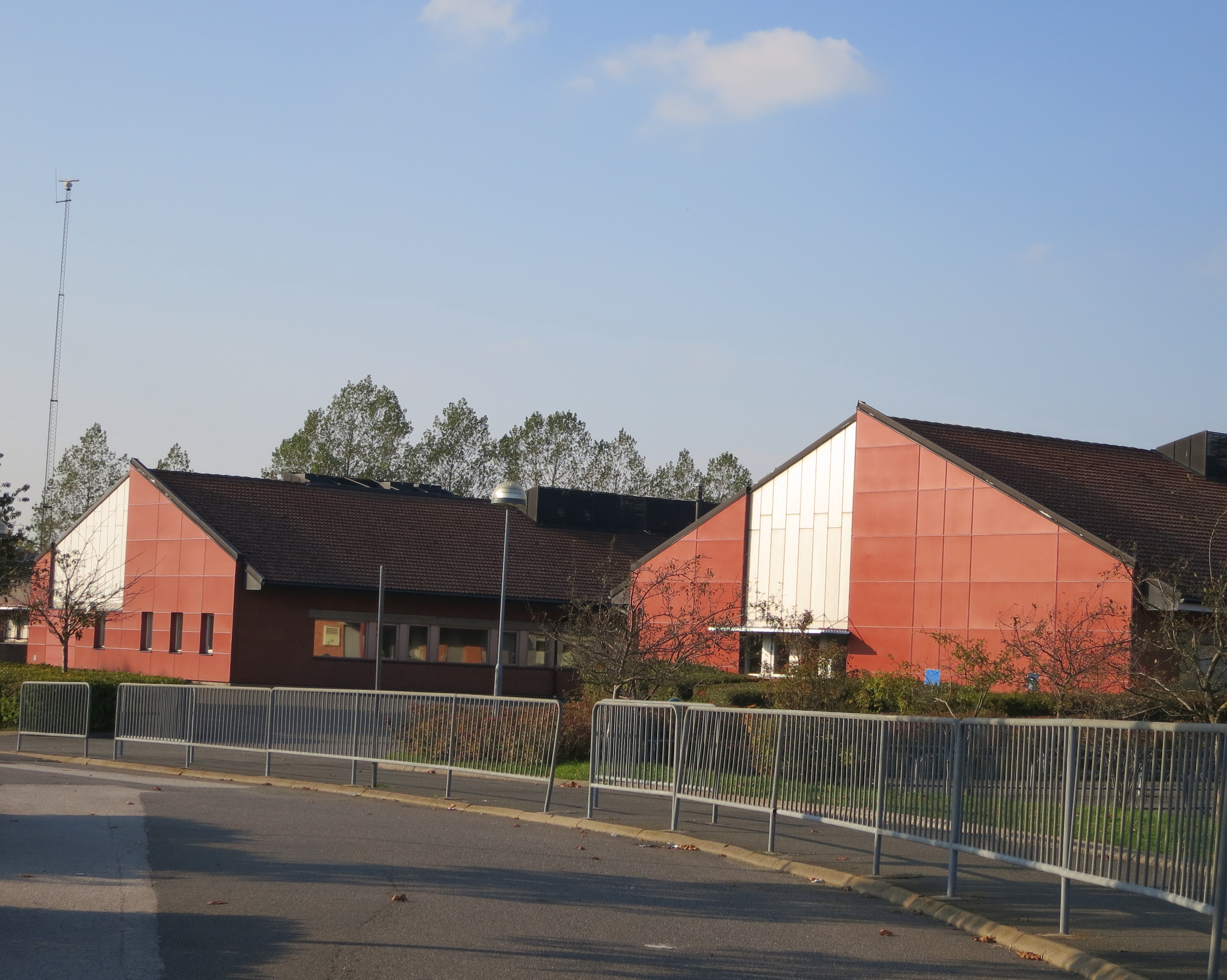
Gymnasiets gamla lokaler

Nova Gymnasium (före detta Nova Academy, Österlengymnasiet och Friaborgsskolan) är en gymnasieskola i Simrishamn. Skolan är Simrishamns kommunala gymnasieskola.  
På skolan finns högskoleförberedande program, samt flera olika yrkesprogram, de flesta i lärlingsform. Det finns möjlighet att välja högskoleprofil på samtliga inriktningar.
Skolan hette tidigare Friaborgsskolan.